# Saint-Pierremont (Vosges)
Saint-Pierremont ist eine französische Gemeinde mit 153 Einwohnern (Stand 1. Januar 2022) im Département Vosges in der Region Grand Est (bis 2015 Lothringen); sie gehört zum Arrondissement Épinal und zum Kanton Raon-l’Étape.

## Geografie

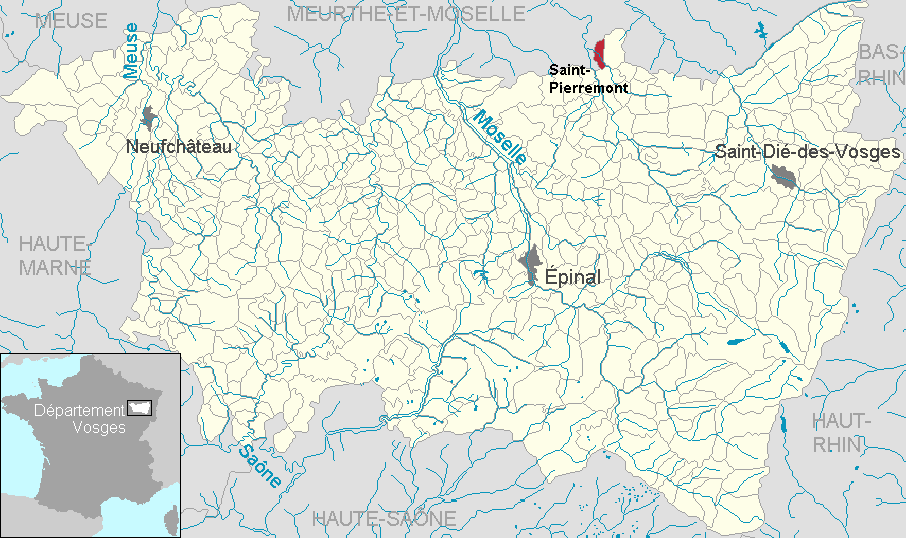
Lage von Saint-Pierremont
im Département Vosges

Die Gemeinde liegt im Norden des Départements Vosges nahe der Mündung der Belvitte in die Mortagne. Die westliche Gemeindegrenze bildet auch die Grenze zum Département Meurthe-et-Moselle.
In Saint-Pierremont kreuzen sich die überregionalen Straßenverbindungen Bayon-Baccarat und Lunéville-Rambervillers.

## Bevölkerungsentwicklung
| Jahr      | 1962 | 1968 | 1975 | 1982 | 1990 | 1999 | 2007 | 2019 |
| Einwohner | 147  | 160  | 147  | 155  | 167  | 162  | 158  | 153  |

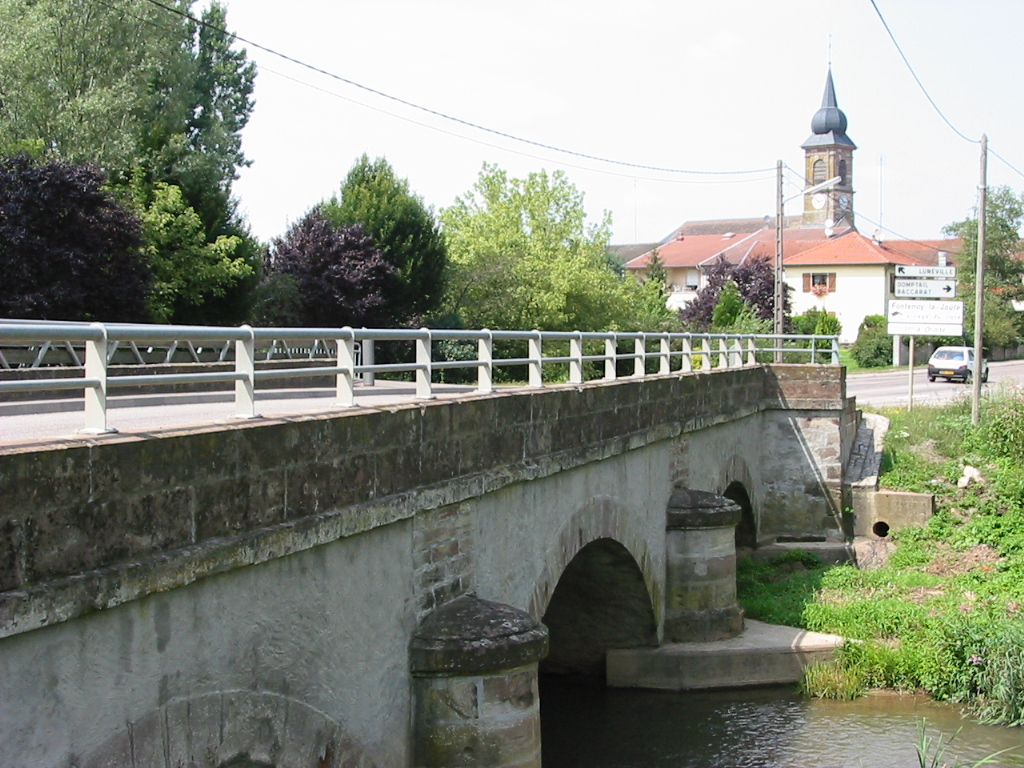
Blick nach Saint-Pierremont über die Belvitte-Brücke
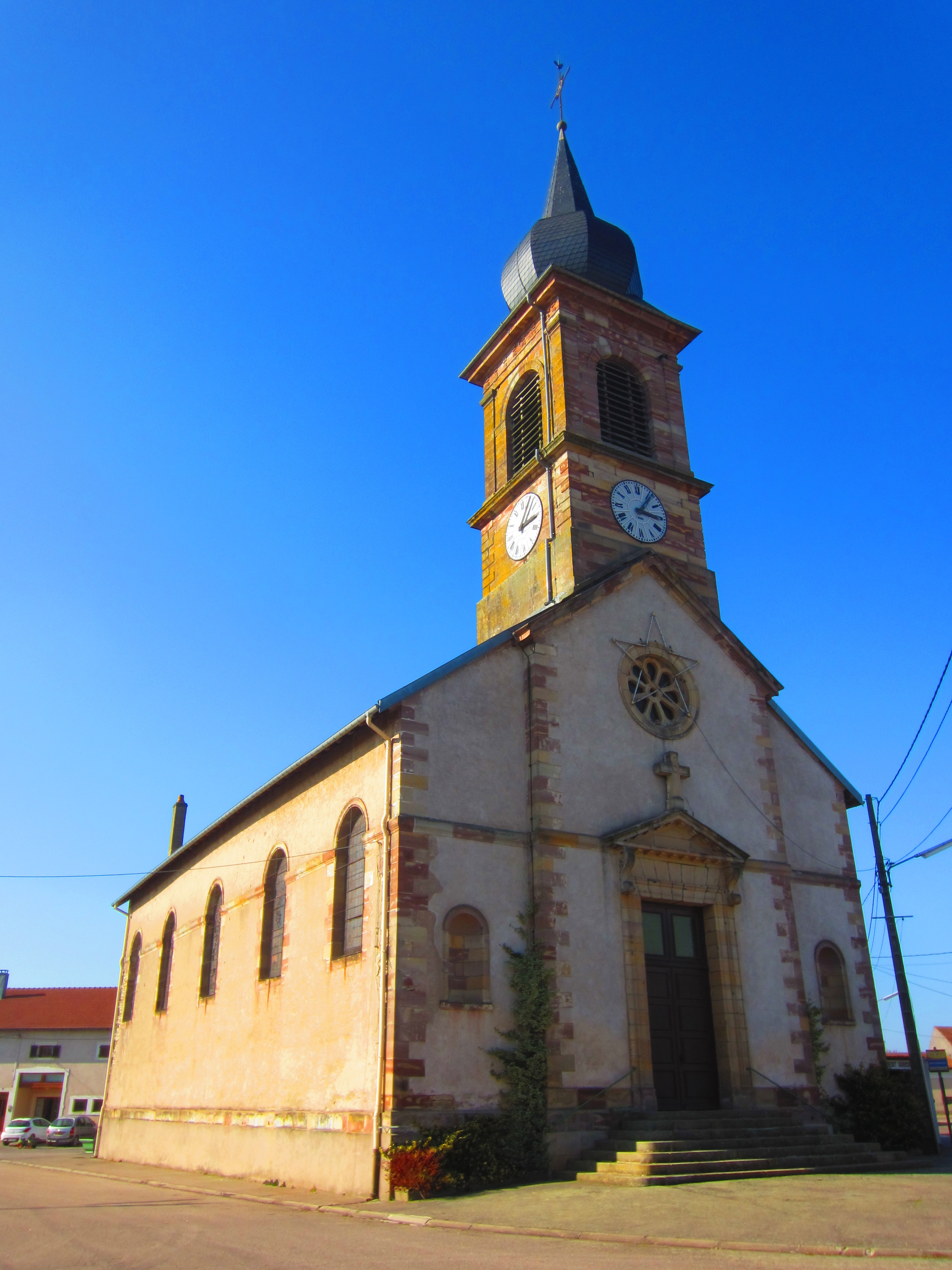
Kirche Saint-Pierre
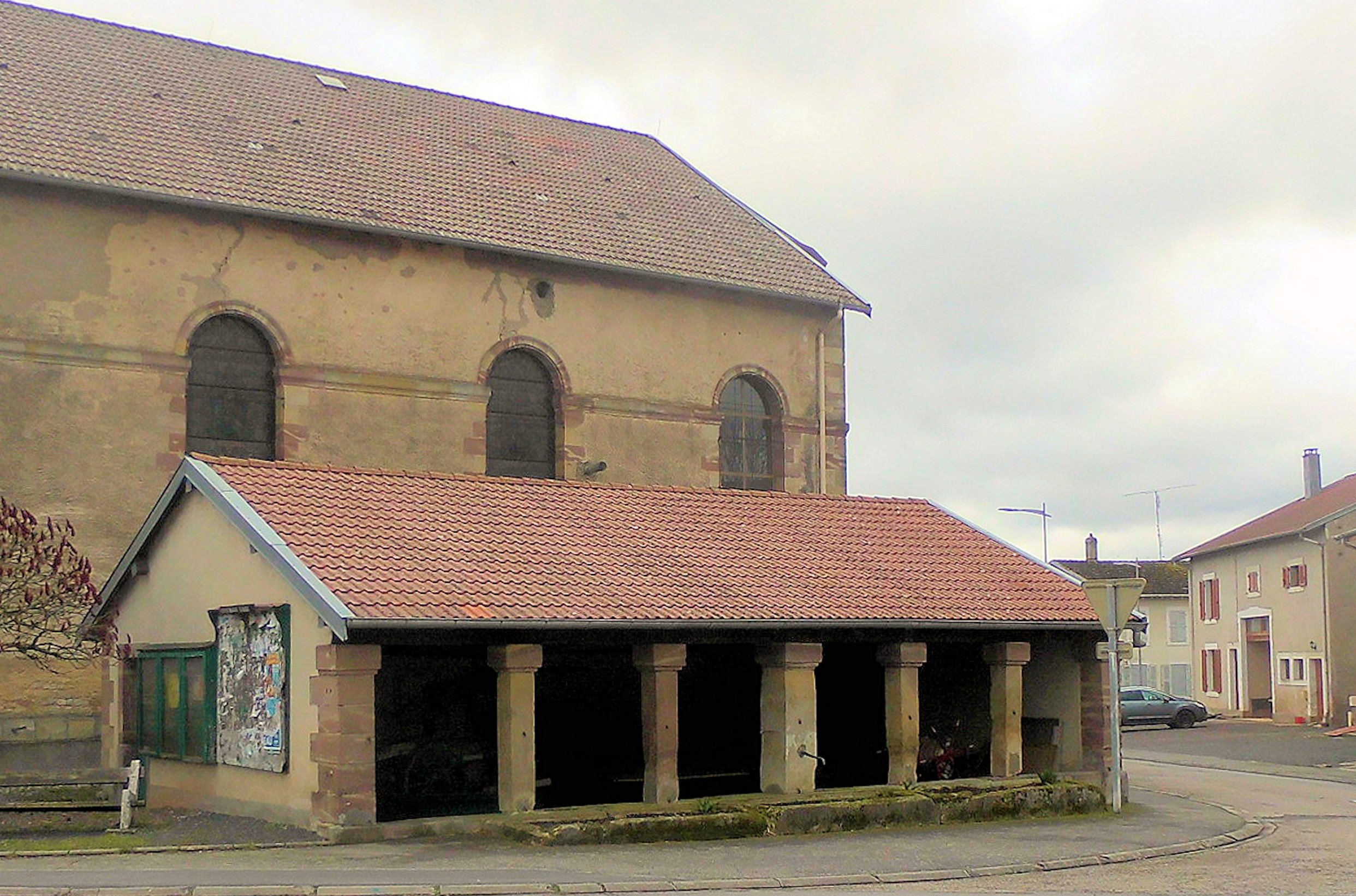
Ehemaliges Lavoir vor der Kirche